# Telma Luzzani
Telma Araceli Luzzani (n. en Buenos Aires en 1951) es una periodista y escritora argentina.

## Trayectoria
Se recibió de en la carrera de Letras en la UBA, y se desempeñó como docente en la misma universidad. Trabajó en medios gráficos como los periódicos Tiempo Argentino y Clarín, además de ser editora de la revista Caras y Caretas, y como columnista en el programa de televisión Visión 7 Internacional (Canal 7) y en Radio Nacional. Actualmente conduce "Voces del Mundo" programa diario de política internacional que se emite por la AM 770 Radio Cooperativa y por Sputnik (www.sputniknews.com).
Su libro "Territorios vigilados. Cómo opera la red de bases militares norteamericanas en Sudamérica" recibió Mención de Honor en el VIII Premio Libertador al Pensamiento Crítico 2012. El 26 de septiembre de 2013, la Legislatura de la Provincia de Neuquén declaró de “Interés legislativo el libro y su divulgación en colegios de nivel medio de la provincia”.
En 2008 fue becaria de la Fundación Knight Wallace de la Universidad de Míchigan.

## Obras publicadas
- 2019: Todo lo que necesitas saber sobre la guerra fría.
- 2012: Territorios vigilados. Cómo opera la red de bases militares norteamericanas en Sudamérica.
- 2008: Venezuela y la revolución
- 2005: Información: ¿se puede saber de qué se trata? (en colaboración)

Algunos de sus relatos fueron incorporados a la antología Corazón de cinco esquinas, editado en España en 2010.

## Premios
- 2016: Premio a la Cultura Arturo Jauretche
- 2015: Premio Radio Nacional a la Trayectoria
- 2012: Hrant Dink del Consejo Nacional Armenio
- 2009: TEA al maestro con cariño
- 2002: Friend of India award